# Krámer György
Krámer György (Budapest, 1956. szeptember 19.–) Harangozó Gyula-díjas magyar táncművész, koreográfus, rendező, balett-igazgató.

## Életpályája
Budapesten született, 1956. szeptember 19-én. Gyermekkorát Sajóbábonyban, 1964-től Miskolcon töltötte.
1970-ben felvették az Állami Balettintézetbe, ahol 1979-ben klasszikus balett szakon diplomázott, az intézmény történetében először saját koreográfiával.
Alapító tagja volt a Markó Iván vezette Győri Balettnek. 1979-től 1984-ig az együttes minden előadásán táncolt, készített koreográfiákat is. 
1984-től szabadúszó koreográfusként, táncosként működött és tanított is. Az ország különböző színházaiban többféle műfajban dolgozott, készített koreográfiákat, táncbetéteket, prózai előadásokhoz mozgást, TV-s produkciók, játékfilmek forgatásán vett részt. Két önálló táncfilmet forgatott a Magyar Televízióban. 
1987-ben egy görög együttesnél táncolt vendégszólistaként. 
1988-ban fél évig az izraeli Kibbutz Dance Company-nél volt táncos és balettmester. 
1989-től a Szegedi Balett, 1991-től a Rock Színház balett-igazgatója lett. 
Vándorfi László invitálására 1991-ben került a Veszprémi Petőfi Színházhoz vezető koreográfusnak és táncosnak. Itt irányításával megalakult és létrejött a Veszprémi Táncműhely. 1992-ben Harangozó Gyula-díjjal tüntették ki. 
1995-ben Szinetár Miklós meghívta az Budapesti Operettszínházhoz balett-igazgatónak, ennél a színháznál 2000-ig volt szerződésben. 1995-ben rendezőként dolgozott a Halasi Imre vezette zalaegerszegi Hevesi Sándor Színházban is. 1998 májusában Vándorfi Lászlóval közösen létrehozták az első hazai kortárs táncfesztivált Veszprémben, amely azóta évente visszatérő kulturális eseménye a városnak. Halasi Imre igazgatása alatt 2003-tól a Miskolci Nemzeti Színháznál volt szerződésben. 
2012-től a Vándorfi László vezette Pannon Várszínháznál dolgozik.

„Alapvetően a táncművészet felől érkező színházi embernek tartom magam...”

## Magánélete
Első feleségével, Ferenczi Krisztinával elváltak, egy lányuk született, Lili (1989). Felesége: Pap Lívia színésznő, egy lányuk született, Júlia (2003).

## Színházi szerepeiből
- József és testvérei ...Putifár
- Sheldon Harnick–Jerry Bock–Joseph Stein: Hegedűs a háztetőn... Rabbi
- Likó Marcell–Géczi János: A bunkerrajzoló... Író

## Bemutatott táncszínházi művei
- Boleró és a Hattyúk Tava Mulató (Miskolci Nemzet Színház)
- Vasgyári capricco (Miskolci Nemzet Színház)
- Faust-Prospero (Miskolci Nemzet Színház)

## Koreográfiáiból
- Pygmalion (Győri Balett, ősbemutató, 1979)
- Buon giorno signore! – balett-est (Pécsi Balett, 1984)
- Az ellopott legyező – balett-est (Pécsi Balett, 1985)
- Balett-est – (Pesti Vígadó, 1985)
- Andrew Lloyd Webber–Tim Rice: Jézus Krisztus szupersztár – magyarországi ősbemutató (Szegedi Szabadtéri Játékok, 1986)
- Exodus (Szegedi Balett, ősbemutató 1990)
- Claude-Michel Schönberg: Nyomorultak (Vígszínház)
- Ács János: Munkásoperett (Csiky Gergely Színház
- Kornis Mihály: Büntetések (Szegedi Nemzeti Színház)
- Madách Imre: Az ember tragédiája (Veszprémi Petőfi Színház)
- Asztalos István–Kovács Attila: István (Veszprémi Petőfi Színház)
- Asztalos István–Kovács Attila: Gizella (Veszprémi Petőfi Színház)
- Kovács Attila: Börtönmusical (Veszprémi Petőfi Színház)
- Kovács Attila: Kinizsi Pál (Kinizsi vár, Nagyvázsony)
- Csukás István: Utazás a szempillám mögött (Pesti Magyar Színház)
- Csukás István: Ágacska (Szegedi Nemzeti Színház)
- Balázs Béla: A hét királyfi (Kabóca Bábszínház, Veszprém)
- Sarkadi Imre: Kőműves Kelemen (Pannon Várszínház)
- Móricz Zsigmond–Miklós Tibor–Kocsák Tibor: Légy jó mindhalálig (Pannon Várszínház)
- Nemes István–Dés László–Böhm György–Korcsmáros György–Horváth Péter: Valahol Európában (Pécsi Nemzeti Színház; Pannon Várszínház)
- Vándorfi László: Drakula – A sátán gyermeke (Nemzeti Táncszínház; Pannon Várszínház)
- Téli utazás (Nemzeti Táncszínház)
- Müller Péter–Seress Rezső: Szomorú vasárnap (Pannon Várszínház; Komáromi Jókai Színház)
- Silló Sándor: Oreszteia (R.S.9. Stúdiószínház)
- Kárpáti Péter: Ibolyák – Honthy Hanna utolsó szerelme (Spirit Színház)
- Vajda Katalin: Anconai szerelmesek (Komáromi Jókai Színház)
- Molière: A képzelt beteg (Miskolci Nemzeti Színház)
- Géczi János–Likó Marcell: A bunkerrajzoló (Pannon Várszínház)
- Fenyő Miklós–Novai Gábor: Hotel Menthol  (Pannon Várszínház)
- Joe Darion–Mitch Leigh–Dale Wasserman: La Mancha lovagja (Weöres Sándor Színház)
- Lionel Bart: Olivér! (Hevesi Sándor Színház)
- Huszka Jenő–Szilágyi László: Mária főhadnagy (Szegedi Nemzeti Színház)
- Fábri Péter–Vajda Katalin: Anconai szerelmesek 2. (Móricz Zsigmond Színház)
- Molnár Ferenc–Dés László–Geszti Péter–Grecsó Krisztián: A Pál utcai fiúk (Pannon Várszínház)
- James Rado–Gerome Ragni–McDermot: Hair (Pannon Várszínház)
- Sheldon Harnick–Jerry Bock–Joseph Stein: Hegedűs a háztetőn (Pannon Várszínház; Újvidéki Színház)

…== Rendezéseiből ==
- Rossa László-Csukás István: Gyalogcsillag (Veszprémi Petőfi Színház)
- Többsincs királyfi (Veszprémi Petőfi Színház)
- Gabnai Katalin: Táltos János (Sümegi Várszínház)
- Szergej Szergejevics Prokofjev: Péter és a farkas (Krúdy Kamaraszínház)
- Pjotr Iljics Csajkovszkij–Kardos Tünde: Hattyúcskák tava (Móricz Zsigmond Színház)
- Vándorfi László: Drakula – A sátán gyermeke (Nemzeti Táncszínház; Pannon Várszínház)
- Dés László–Geszti Péter–Békés Pál: A dzsungel könyve (Veszprémi Petőfi Színház; Móricz Zsigmond Színház)
- Lev Nyikolajevics Tolsztoj–Mihail Rozovszkij: Legenda a lóról (Veszprémi Petőfi Színház; Miskolc Csarnok)
- Déry Tibor–Pós Sándor–Presser Gábor–Adamis Anna: Képzelt riport egy amerikai popfesztiválról (Hevesi Sándor Színház)
- Molnár Ferenc–Dés László–Geszti Péter–Grecsó Krisztián: A Pál utcai fiúk (Pannon Várszínház)

## Filmes és televíziós munkái
- Szamuráj (magyar balettfilm, 1980)
- Kornis Mihály: Körmagyar (színházi felvétel) mozgás
- Lót (Zenés TV színház, 1985) koreográfus
- Linda (televíziós sorozat) Pavane "Egy infánsnő halálára" c. rész (1986) szereplő (balett táncos)
- A Montmartrei ibolya (Zenés TV színház, 1988) koreográfus
- Sakálok (1988)
- Alpesi történet (Zenés TV színház, 1989) koreográfus
- A zenemester (Zenés TV színház, 1989) koreográfus
- Érzékek iskolája (1996) ...Lili apja
- József és testvérei (2000) ...Putifár
- Mert szabad vagyok (2001)

## Díjai, elismerései
- Harangozó Gyula-díj (1993)
- Petőfi-díj (2000, Veszprémi Petőfi Színház)
- Magyar Köztársasági Érdemrend lovagkeresztje (2005), polgári tagozat
- Szterija Díj (2016) – koreográfiáért,  Szerbiai Színházi Fesztivál
- Veszprém Megyei Príma Díj  (2016)
- Arany Elefántyuk vándordíj (2017)